# Newton House (Llandeilo)

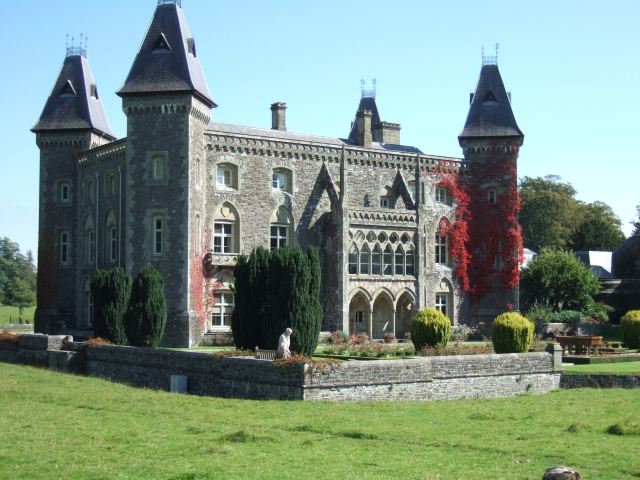
Newton House

Newton House, auch Dynevor Castle oder walisisch: Plas Dinefwr genannt, ist ein Herrenhaus in Carmarthenshire in Wales. Das als Kulturdenkmal der Kategorie Grade II* klassifizierte Herrenhaus liegt etwa 1200 m westlich der Stadt Llandeilo und etwa 800 m nordnordöstlich der Burgruine Dinefwr Castle. 

## Geschichte

### Newton im Mittelalter und in der frühen Neuzeit
Zur Zeit der Eroberung des walisischen Herrschersitzes Dinefwr Castle durch Eduard I. gegen Ende des 13. Jahrhunderts bestand östlich der Burg eine walisische Siedlung. In Konkurrenz zu dieser Siedlung wurde um 1297 eine neue Siedlung nördlich der nun königlichen Burg gegründet. Die ersten Bewohner waren englischstämmige Siedler, die im Gegensatz zu den eroberten Walisern mehr Privilegien erhielten. Die Siedlung wurde New Towne (engl. für Neue Stadt) genannt. Unter Edward of Woodstock, dem schwarzen Prinzen, erhielt die Siedlung weitere Rechte und Privilegien. 
In der Siedlung entstand ein Herrenhaus, das um 1440 von dem königlichen Vertreter in Südwales Gruffudd ap Nicolas erworben wurde. Sein Enkel Rhys ap Thomas, der ab 1485 ebenfalls das Amt des königlichen Stellvertreters in Südwales ausübte, ließ Newton House erweitern, verlegte aber gegen Ende des 15. Jahrhunderts seinen Wohnsitz in das größere Carew Castle in Pembrokeshire. Sein Enkel Rhys ap Gruffydd FitzUrien wurde 1531 unter Heinrich VIII. wegen Hochverrats hingerichtet, Newton House und sein sonstiger Besitz wurden von der Krone beschlagnahmt. Zwischen 1595 und 1603 wird das alte Herrenhaus von seinen neuen Besitzern umgebaut. 

### Bau des neuen Herrenhauses im 17. Jahrhundert
Die Nachfahren von Rhys ap Gruffydd FitzUrien änderten ihren Namen in Rice und konnten erst unter Maria I. und später Karl I. wieder Ämter bekleiden und erhielten einen kleinen Teil der ehemaligen Ländereien ihrer Familie zurück. Später gelang es ihnen, weitere Teile ihrer Besitzungen zurückzukaufen. Edward Rice erwarb 1659 Newton House zurück und begann 1660 mit dem Bau eines neuen Herrenhauses, das von einem formalen Garten umgeben war. Das Borough Newton wurde zugunsten dieses Herrenhauses und des westlich daran angrenzenden Hirschparks verlegt und abgerissen. 

### Anlage des Parks im 18. Jahrhundert
Unter George Rice und seiner Frau Cecil Talbot wurde das Herrenhaus zwischen 1757 und 1779 umgebaut. Mit Hinblick auf Cecil Talbot als einziges Kind und Erbin wird 1780 der Titel Baron Dynevor für Cecils Vater William Talbot, 1. Earl Talbot geschaffen, den sie nach seinem Tod 1782 erbt. Auch der formale Garten wird in der zweiten Hälfte des 18. Jahrhunderts in einen Landschaftsgarten umgewandelt. Der berühmte Landschaftsarchitekt Lancelot Brown lieferte 1775 Ergänzungen zu den Planungen. Der Park umfasste nun auch die Burgruine, auf deren Keep ein Sommerhaus errichtet wurde. Der südliche und westliche Parkteil mit seinem alten Baumbestand war ein beliebtes Ziel für Besucher und Maler und wurde oft gemalt und beschrieben.

### Newton House vom 19. Jahrhundert bis heute
Von 1856 bis 1858 erhält das Herrenhaus unter dem 4. Baron Dynevor seine heutige Form durch Richard Kyrke Penson. 
Nach dem Tod des 7. Barons Dynevor 1956 und dem Tod des 8. Barons 1962 zwangen hohe Erbschaftssteuern den 9. Baron Dynevor zum Verkauf des Großteils des Grundbesitzes der Familie. Auch Newton House wurde 1974 verkauft, doch in der Folgezeit war das Haus unbewohnt und verfiel. Es wurde von Hausbesetzern bewohnt, die schwere Schäden im Haus anrichteten, in dem sie Teile der Einrichtung sowie Balken und Träger des Dachgeschosses als Brennholz benutzten. 1987 erwarb der National Trust den Wildpark und den äußeren Park, 1990 kaufte er Newton House. Das Haus wurde mit Hilfe von Cadw restauriert und ist heute zu besichtigen. 1990 erwarb der National Trust die im Nordosten des Parks gelegene Home Farm und den östlich des Herrenhauses gelegenen Penparc. Den neuen Park mit seinem alten Baumbestand und das Gelände der Burgruine erwarb 1979 der West Wales Wildlife Trust. Der Park ist frei zugänglich.

## Anlage

### Herrenhaus
Die Zufahrt zum Herrenhaus erfolgt von Llandeilo von Osten her. Das dreigeschossige Herrenhaus besitzt vier Ecktürme mit hohen Schieferdächern. In Teilen stammt das Haus noch aus dem 16. Jahrhundert, doch der Großteil der Bausubstanz stammt von dem um 1660 ausgeführten Neubau. Das Äußere wurde bis 1858 im Stil der Neugotik gestaltet. Südlich des Hauses liegen um zwei weite Höfe die Wirtschaftsgebäude.
Das Herrenhaus besitzt im Erdgeschoss Schauräume, die im Stil der Edwardischen Epoche eingerichtet sind. Neben den Repräsentationsräumen gehören dazu auch die Küche, Vorratsräume und die Wohnräume der Dienerschaft. In den Räumen im Obergeschoss befindet sich eine Ausstellung zur Geschichte von Dinefwr. 

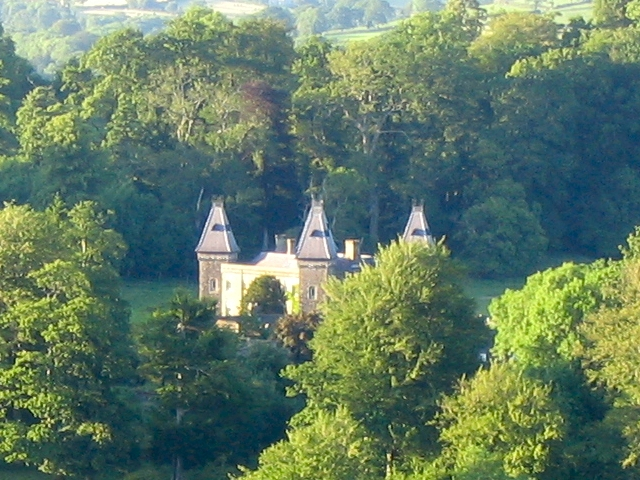
Newton House von Dinefwr Castle aus gesehen

### Garten und Park
Das Haus ist von einem 286 ha großen ummauerten Park und Garten umgeben, die Gartenmauer wurde 1774 vollendet. An die Westfassade des Herrenhauses grenzt ein kleiner formaler Garten mit einem Springbrunnen, der durch eine Mauer und einen Ha-Ha vom angrenzenden Wildpark getrennt ist. Bis auf die Südseite, wo sich die Wirtschaftsgebäude befinden, ist das Herrenhaus von dem als Landschaftspark mit Wiesen und Baumgruppen gestalteten Wildpark umgeben, der im Norden von der A 40 begrenzt wird. Nur noch Reste einer Lindenallee erinnern an den formalen Garten des frühen 17. Jahrhunderts. Im Wildpark lebt eine Herde von 100 Damhirschen und eine kleine Herde White Park Cattle, die bereits vor 1000 Jahren unter Hywel Dda erwähnt wurde. 
Nach Süden geht der Park in den östlich an die Burgruine grenzenden Castle Wood über, einem Wald mit einem großen Bestand an alten Bäumen, darunter über 300 Eichen, die älter als 400 Jahre alt sind. 2007 wurde der Wald wegen seines alten Baumbestandes zur National Nature Reserve ernannt, damit ist Dinefwr Park der einzige Park in Wales, der diesen Status besitzt. Im Süden wird der Park durch den Tywi begrenzt. 
Im Park wurden mehrere Überreste aus der Römerzeit entdeckt, neben alten Straßenresten auch ein römischer Meilenstein. Bei der 2002 vom National Trust erworbenen Home Farm wurden die Reste eines römischen Forts entdeckt. 
Südöstlich des Herrenhauses liegt im mittleren Parkteil die alte Kirche St Tyfi von Llandyfeisant. Die Kirche stammt ursprünglich aus dem Mittelalter, im 19. Jahrhundert wurde sie im neugotischen Stil restauriert und diente später als Familienkirche der Barone von Dynevor. Bis 1961 wurde sie für Gottesdienste genutzt, danach verfiel sie. In den 1990er Jahren wurde die zweischiffige Kirche restauriert und kurzzeitig als Informationszentrum genutzt, das aber derzeit geschlossen ist.